# لومریزین
لومریزین (انگلیسی: Lomerizine) یک داروی مسدود کننده کانال کلسیمی نوع L و نوع T دی فنیل پیپرازین است. این دارو در حال حاضر به صورت بالینی برای درمان میگرن استفاده می شود، در حالی که به صورت تجربی برای درمان گلوکوم و آسیب عصب بینایی نیز به کار می‌رود.